# Certeze
Certeze est une commune roumaine du județ de Satu Mare, dans la région historique de Transylvanie et dans la région de développement du Nord-ouest.

## Géographie
La commune de Certeze est située dans le nord-est du județ, à la limite avec le județ de Maramureș et avec la frontière ukrainienne, entre les Monts Igniș à l'est (Vf. Buiana 1 064 m d'altitude) et les Monts Oaș (Vf. Mare 1 044 m d'altitude), à 5 km au nord-est de Negrești-Oaș et à 56 km au nord-est de Satu Mare, le chef-lieu du județ. Certeze fait partie de la micro-région du pays Oaș constituée en 2006 autour de la ville de Negrești-Oaș.
La municipalité est composée des trois villages suivants (population en 2002) :
- Certeze (3 083), siège de la commune ;
- Huta-Certeze (1 077) ;
- Moișeni (1 286).

## Histoire
La première mention écrite du village de Certeze date de 1493. La contrée est à cette époque un fief des Mócic de Medieș avant d'appartenir ensuite aux Báthori, au Lónyai puis enfin aux Wesselényi.
La commune, qui appartenait au royaume de Hongrie, faisait partie de la principauté de Transylvanie et elle en a donc suivi l'histoire.
Le village de Moișeni apparaît au XVIIIe siècle. Les exploitations minières du XIXe siècle sont la cause de la création de Huta-Certeze.
Après le compromis de 1867 entre Autrichiens et Hongrois de l'empire d'Autriche, la principauté de Transylvanie disparaît et, en 1876, le royaume de Hongrie est partagé en comitats. Certeze intègre le comitat de Szatmár (Szatmár vármegye).
À la fin de la Première Guerre mondiale, l'Empire austro-hongrois disparaît et la commune rejoint la Grande Roumanie au traité de Trianon.
En 1940, à la suite du deuxième arbitrage de Vienne, elle est annexée par la Hongrie jusqu'en 1944, période durant laquelle sa communauté juive est exterminée par les nazis. Elle réintègre la Roumanie après la Seconde Guerre mondiale au traité de Paris en 1947.

## Religions
En 2002, la composition religieuse de la commune était la suivante :
- Chrétiens orthodoxes, 73,85 % ;
- Catholiques romains, 15,64 % ;
- Grecs-Catholiques, 4,05 % ;
- Baptistes, 0,31 % ;
- Pentecôtistes, 0,25 %.

## Démographie
En 1910, à l'époque austro-hongroise, la commune comptait 2 438 Roumains (82,23 %), 217 Hongrois (7,32 %), 159 Slovaques (5,36 %) et 150 Allemands (5,06 %).
En 1930, on dénombrait 2 959 Roumains (83,61 %), 280 Juifs (7,91 %), 242 Slovaques (6,84 %) et48 Hongrois (1,36 %).
En 1956, après la Seconde Guerre mondiale, 3 696 Roumains (88,55 %) côtoyaient 426 Slovaques (10,21 %), 24 Hongrois (0,57 %) et 6 survivants juifs (0,14 %).
En 2002, la commune comptait 5 338 Roumains (98,01 %), 101 Slovaques (1,85 %) et 5 Hongrois (0,09 %).
| 1880  | 1890  | 1900  | 1910  | 1920  | 1930  | 1941  | 1956  | 1966  |
| ----- | ----- | ----- | ----- | ----- | ----- | ----- | ----- | ----- |
| 1 790 | 1 892 | 2 510 | 2 965 | 3 059 | 3 539 | 3 796 | 4 174 | 4 792 |

| 1977  | 1992  | 2002  | 2007  | - | - | - | - | - |
| ----- | ----- | ----- | ----- | - | - | - | - | - |
| 5 274 | 5 873 | 5 446 | 5 519 | - | - | - | - | - |

## Économie
L'économie de la commune repose sur l'agriculture, l'élevage, l'exploitation des forêts et le tourisme. La commune compte également sur des sources d'eaux minérales (Nova Oaș).

## Communications

### Routes
Certeze est située sur la route nationale DN19 qui relie Satu Mare et Sighetu Marmației en franchissant les Monts Oaș au col de Huta à 586 m d'altitude avant de descendre vers la vallée de la Tisza et l'Ukraine.

## Lieux et monuments
- Certeze, église orthodoxe des Sts Archanges datant de 1817[7].

- Certeze, église grecque-catholique des Sts Archanges datant de 1837[7].

- Moișeni, église grecque-orthodoxe des Sts Archanges datant de 1857[8].

## Tourisme
Certeze est le point de départ de nombreuses randonnées dans les vallées environnantes (Valea Râului Mare, Valea Turului, Valea Talnei) et les montagnes (Mts Branului, Buianului, Rotunzilor).
D'autre part, le village de Huta-Certeze est chaque année au mois de mai, le siège d'un festival appelé Sâmbra Oilor qui célèbre la montée dans les pâturages des brebis lors de fêtes très courues.